# Bács-Kiskun Vármegyei Oktatókórház
A Bács-Kiskun Vármegyei Oktatókórház Bács-Kiskun vármegye irányító megyei kórháza, központja a Kecskemét, Nyíri út 38. szám alatt található. 1975-ben kezdődött meg az építése, hivatalosan 1979-ben alapították, majd 1980 decemberében átadták a Nyíri úton található 680 ágyas Hotel épületét. Elsősorban fekvőbeteg-ellátással foglalkozik, de háziorvosi alapellátás és járóbeteg szakellátás is a profilját képezi. Dr. Svébis Mihály, aki 26 éven át vezette az intézményt, 2022 áprilisában hunyt el.

## Az intézmény alapvető adatai
A kórházat 1979. augusztus 15-én alapították. Besorolása 2021 óta irányító megyei intézmény. Az intézmény feletti alapítói jogok gyakorlója az emberi erőforrások minisztere, az irányító szerve pedig az Emberi Erőforrások Minisztériuma. Középirányító szerve és szakmai felügyeleti szerve az Országos Kórházi Főigazgatóság (OKFŐ). Fő tevékenysége a fekvőbeteg-ellátás. Tevékenységét a Nemzeti Egészségbiztosítási Alapkezelő (NEAK) biztosítja, továbbá intézményi saját bevételekkel rendelkezik. 
Két városi egészségügyi intézményt irányít: a Kiskunhalasi Semmelweis Kórházat és a Bajai Szent Rókus Kórházat.